# Woustviller
Woustviller é uma comuna francesa na região administrativa de Grande Leste, no departamento de Mosela. Estende-se por uma área de 10,97 km². Em 2010 a comuna tinha 3 133 habitantes (densidade: 285,6 hab./km²).